# Потанцуй со мной (фильм, 2021)
Потанцуй со мной (якут. Миигин кытта үҥкүүлээ) — российский художественный фильм якутского режиссёра Никандра Фёдорова.

## Сюжет
Главные герои живут в селе и с детства знают друг друга, у них своя дружная компания друзей. Нюргун с детства был влюблён в Сайсары, но из-за своей нерешительности он не признавался в своих чувствах. Пронеся юношескую любовь через несколько лет, Нюргун оказался рядом с Сайсары, когда казалось, что все прошло.

## В ролях
- Айтал Слепцов — Нюргун
- Саина Иванова — Сайсары
- Перфиль Чупров
- Пётр Елисеев
- Мир Егоров
- Валера Андросов
- Анастасия Алексеева

## Саундтрек
- Ankharob — KYN 22/23

## Награды
- XXIII Всероссийский Шукшинский кинофестиваль «Нравственность есть Правда!», Россия, 2021 г.
  - Специальный диплом Молодёжного центра кинематографистов Алтая «Когда ты смел и прав»[3]
  - Диплом «За лучшую операторскую работу»[3]
- XV Чебоксарский международный кинофестиваль, Россия, 2021 г.
  - Приз «Анне» «Лучший фильм» в конкурсе этнического и регионального кино[4]
  - Приз «Анне» «Лучший сценарий» в конкурсе этнического и регионального кино[4]